# Eduard Marcour

Eduard Marcour (ca. 1912)

Eduard Marcour (* 24. Oktober 1848 in Kalkar; † 1. August 1924 in Koblenz) war ein deutscher Journalist für katholische Zeitungen und Politiker der Zentrumspartei.

## Leben
Marcour besuchte das Gymnasium in Emmerich. Danach studierte er Philologie und Geschichte in Münster, Göttingen und Bonn. Er promovierte zum Dr. phil. Anschließend war er als Autor und Journalist vor allem für katholische Blätter tätig. Er arbeitete in Mainz, Köln und Münster. In Münster war er Chefredakteur des Westfälischen Merkur. Zwischen 1891 und 1894 war er Chefredakteur der Zentrumszeitung Germania. Unter seiner Leitung erhob das Blatt den Anspruch, dass Zentralorgan der deutschen Katholiken zu sein. Die Zeitung richtete sich dabei an die katholische Elite. Danach war er bis 1920 Chefredakteur der Koblenzer Volkszeitung sowie Direktor der Görres-Druckerei.
Marcour war Mitglied der Zentrumspartei. Er gehörte dem preußischen Abgeordnetenhaus von 1896 bis 1918 und dem deutschen Reichstag als Abgeordneter des Wahlkreises Düsseldorf 8 (Kleve - Geldern) von 1893 bis 1918 an.